# Tréogat
Tréogat (en bretó Trêgad) és un municipi francès, situat a la regió de Bretanya, al departament de Finisterre. L'any 2006 tenia 492 habitants.

## Demografia
| 1962                                       | 1968 | 1975 | 1982 | 1990 | 1999 |  |
| ------------------------------------------ | ---- | ---- | ---- | ---- | ---- |  |
| 594                                        | 519  | 416  | 419  | 420  | 398  |  |
| Des de 1962: població sense dobles comptes |      |      |      |      |      |  |

## Administració
| Període | Identitat       | Partit |
| ------- | --------------- | ------ |
| 2001-   | Jacques Le Goff |        |